# Jean Golein
Jehan Goulain ou Jean Golein (né v. 1325 à Blacqueville, près de Rouen - mort en 1403 à Paris) était un théologien et moine carme français du XIVe siècle.

## Biographie
Ayant pris l'habit de moine au couvent des Carmes de Rouen, Jean Golein est parti faire ses études de théologie à Paris où il a obtenu en 1341 le titre de bachelier sententiaire et est entré au couvent de Notre-Dame des Carmes à Paris.
En 1357, apprécié pour ses grandes qualités humaines et sa science théologique, il a été élu par ses pairs prieur du couvent des Carmes. 
En 1369, il a été nommé provincial de son ordre par le roi Charles V (une gravure de cette cérémonie est conservée aux archives nationales à Paris).
Vers 1370, il rédige un Traité du Sacre qui est considéré comme une référence pour la réalisation et la conception du sacre. Il y explique que le roi sacré a une part de divin en lui mais n'est pas un Saint non plus malgré le fait qu'il soit supposé guérir des écrouelles.
En 1389, comme doyen de la faculté de théologie de Paris, il a poursuivi les dominicains qui contestaient le privilège de l'Immaculée conception.
En 1391, Jean Golein a été nommé chapelain par le pape Clément VII pour soutenir ses intérêts devant le roi de France. 
En 1393, conformément aux instructions de Clément VII, Jean Golein s'est opposé à l'idée d'une abdication volontaire des deux papes et a soutenu l'expulsion de Rome de Boniface IX. Cette idée, contraire à la position de l'université de Paris, a entraîné son expulsion de la capitale, l'annulation de ses degrés académiques et son retrait du corps enseignant.
À la suite de cette expulsion, il a été nommé par Clément VII nonce et chambellan apostolique à Avignon, ville rachetée par son prédécesseur Clément VI à la reine Jeanne de Naples en 1348.
Jean Golein ne fut pas seulement un grand théologien mais également un traducteur renommé au service du roi de France Charles V où il a côtoyé le philosophe et mathématicien Nicole Oresme et le théologien Raoul de Presles.
Ses propres œuvres théologiques ont été perdues mais beaucoup d'autres ouvrages savants écrits de sa main ont été conservés (« In magistrum sententiarum commentaria », « Super officio missae et Questiones variae », etc.).
Jean Golein est mort à Paris en 1403. Sa tombe, située dans le couvent des Carmes à Paris, était surmontée d'une statue de religieux portant l'épitaphe suivante : « Cy gist Frère Jehan Goulain, maistre en théologie, né en Caulx à Blacqueville, vestu à Rouen, jadis légat et chapelain du Saint Siège apostolique, qui ayant souffert plusieurs labeurs pour le bien de la religion et de toute la sainte Église trespassa en l'an de grâce M CCCC III (1403). »
Ce couvent ayant été partiellement détruit à la suite des événements révolutionnaires de septembre 1792, (voir Massacres de Septembre), il ne reste malheureusement plus aujourd'hui aucune trace de cette tombe.